# Геологія України
Геологі́чна будо́ва Украї́ни

## Загальна геологія
Територія України розташована у південно-західній частині Східноєвропейської платформи і навколишніх гірських нагромаджень — Карпат і Криму, які є частиною Альпійської складчастої геосинклінальної області. У її будові беруть участь породи докембрійського, палеозойського, мезозойського та кайнозойського віку, що утворюють три структурні поверхи:
1. докембрійський,
2. палеозойський
3. мезо-кайнозойський.

## Тектоніка
У платформній частині вирізняють найважливіші структури: Український кристалічний щит, Волино-Подільську плиту, Донецьку складчасту споруду, Дніпровсько-Донецьку і Причорноморську западини, шельф Чорного та Азовського морів, Скіфську плиту та інші.
Український щит, що посідає центральну частину України, складений дуже дислокованими метаморфічними, інтрузивними і метасоматичними утвореннями архею і нижнього протерозою. З цією унікальною, в металогенічному відношенні, структурою (Українським щитом), точніше його кристалічною основою, пов'язана більшість родовищ металічних корисних копалин і, в першу чергу, найбільший Криворізький залізорудний басейн, комплексні корінні родовища ільменіт-апатитових руд, родовища інших кольорових, благородних і рідкісних металів (урану, алюмінію, міді, молібдену, нікелю, берилію, літію, ґерманію, ніобію, танталу, металів рідкісноземельної групи, скандію, золота, платиноїдів), а також алмазів, п'єзооптичної сировини, флюориту, графіту, талькомагнезиту, нефелінових руд, великої кількості родовищ облицювальних і декоративних каменів та інше. У платформному чохлі, що перекриває кристалічний фундамент, розміщені великі поклади марганцевих руд Нікопольського басейну, комплексні ільменіт-рутил-цирконієвих руд Середнього Придніпров'я, а також екзогенні родовища урану, рідкісні за якістю і запасами родовища каолінів, бентонітових, вогнетривких і тугоплавких глин, бурого вугілля та інших корисних копалин.
Волино-Подільська плита розташована на захід від Українського щита і являє собою область поступового занурення докембрійської кристалічної основи на глибину до 3 км. З осадовими породами палеозою, мезозою, кайнозою тут пов'язані родовища кам'яного вугілля, сірки, гіпсу, фосфоритів.
Дніпровсько-Донецький прогин (авлакоген) поділяється на три мегаструктури:
1. Прип'ятську (Білорусь) западину
2. Дніпровсько-Донецьку западину
3. Донецьке складчасте утворення

Докембрійський фундамент під ними залягає відповідно на глибинах від 2—6 до 18—20 км. Прогин заповнений осадовими породами палеозою, мезозою та кайнозою, які, як і фундамент, розбиті різноспрямованими тектонічними розломами і зім'яті у складки, інтенсивність яких зростає у південно-східному напрямку. У межах Прип'ятської та Дніпровсько-Донецької западин широко розповсюджена солянокупольна тектоніка. З цими структурами пов'язані родовища нафти і газу, кам'яної солі, гіпсу, будівельних матеріалів. З Донецьким складчастим утворенням (Донецьким кам'яновугільним басейном) пов'язані родовища кам'яного вугілля, руд ртуті, флюориту, поліметалів і інші. У вугільних пластах Донбасу зосереджені трильйони кубічних метрів метану.
Причорноморська западина є глибоко опущеним південним блоком платформи з потужною товщею (до 4—5 км) мезозойських відкладів. Тут відомі родовища руд марганцю, прояви кам'яного вугілля, бокситів, поліметалів.
На шельфі Азовського і Чорного морів розвідані родовища вуглеводневої сировини і ведеться пошук нових покладів. Українські Карпати охоплюють Передкарпатський крайовий прогин з сірко-, газо- і нафтоносними осадовими породами, складчасто-покривну область Карпат з потужним флішем і Закарпатський внутрішній прогин з вулканогенно-осадовими формаціями, з якими пов'язані кам'яна та калійна солі, цеоліти, барити, алуніти, золоте, ртутне і поліметалеве зруденіння. Складчаста область Гірського Криму — велике брилове підняття, південна частина якого занурена під рівень Чорного моря. Воно утворене інтенсивно дислокованими тріас-юрськими флішовими відкладами і карбонатними та піщано-глинистими крейдовими, палеогеновими і неогеновими товщами, що залягають спокійніше. З останніми пов'язані родовища залізних руд, солей, флюсових вапняків і інші.

## Історія геологічного розвитку
Геологічні процеси мали вирішальний вплив на формування геологічної будови України, а найновіші тектонічні рухи на формування сучасного рельєфу, подальшу його еволюцію.

### Докембрій
До найдавнішого геологічного періоду — докембрію відносять численні вивержені й метаморфізовані кристалічні породи, насамперед Українського кристалічного щита. Який пізніше був розбитий скидами на окремі блоки, частина яких занурилася на чималу глибину, була перекрита більш молодими геологічними утвореннями, інша — залишилася на поверхні. Це помітно впливає на формування як сучасних форм рельєфу, так і на загальну конфігурацію річкової мережі. Особливий господарський інтерес тут мають цінні кристалічні породи (граніт, гнейс, кристалічні сланці), що використовуються як будівельний матеріал, величезні запаси криворізьких та кременчуцьких залізних руд, значні і великі поклади метаморфізованого вугілля (графітів), вогнетривких глин.

### Палеозой
Палеозойська ера характеризувалася інтенсивним розвитком органічного світу, спочатку в морях, а з середини ери життя завойовує і суходіл. У кембрійському періоді на території Україні були відсутні морські басейни. Лише у силурі вони починають утворюватись у південно-західній частині (Середнє Придністров'я). На цей період припадає каледонський орогенез — тектонічна епоха гороутворення, який проявився в межах сучасних Карпат, у вигляді Пракарпат, та у Добруджі. Цей період відзначається покладами солей і нафти Донецько-Придніпровської западини, вапняками й пісковиками.
На початку девонського періоду каледонське гороутворення вщухає, площа морів зменшується. Нижньодевонські відклади зустрічаються в Україні лише в Придністров'ї і представлені плитоподібними теребовлянськими червоними пісковиками. У середньому девоні починається опускання суші, на теренах України формується Донецько-Дніпровська западина. У межах Донбасу відбувався інтенсивний герцинський орогенез з проявами вулканізму на півдні. До цього періоду відносяться пісковики, кварцити, базальти, оолітові залізні руди півдня Донбасу.
Кам'яновугільний період характеризувався значною інтенсифікацією герцинської складчастості. На той час, між сучасними Дніпром і Доном, проходило багаторазове чергування суші і моря, значне опускання територій, формування протяжної геосинкліналі, яка з часом заповнилася потужними (понад 10 000 м) відкладами, серед яких великі поклади пластів кам'яного вугілля (місцями до 200), що чергується з пісковиками. Тобто колись неглибоке прибережне море час від часу чергувалося із заболоченими масивами прибережних маршів вкритих пралісами, біомаса яких служила основою для вугленагромадження. З цього періоду походять вугільні товщі Донбасу і Львівсько-Волинського басейну. З інших мінерально-сировинних ресурсів кам'яновугільного періоду в Україні зустрічаються дрібно-зернисті пісковики, горючі сланці Карпат тощо.
Палеозойська ера завершується пермським періодом, упродовж якого територія України переважно залишалася суходолом. У верхній пермі розпочинається тривала кімерійська тектонічна епоха. На півдні (Крим) та заході (Карпати) України відбувається поступове опускання суші, на сході відбувається висихання водоймищ Донбасу, в результаті чого тут утворюються потужні поклади кам'яної солі та гіпсу. З цим періодом пов'язані родовища кам'яного вугілля, доломітів та солей у Карпатах, марганцю, вогнетривких глин, вапняків. У межах Донецько-Дніпровської западини розвідані родовища нафти.

### Мезозой
Мезозойська ера в Україні представлена відкладами тріасового, юрського і крейдового періодів. Протягом цієї ери на планеті з'явилися перші ссавці, птахи, покритонасінні рослини. Розповсюдження одержали сучасні високодиференційовані форми життя з переважанням плазунів, у тому числі і величезних розмірів. Тріасовий період для України характеризується майже повною відсутністю морських басейнів, окрім крайнього заходу. Загалом період бідний на накопичення покладів корисних копалин. Наприкінці тріасового періоду відновлюються тектонічні рухи в Донбасі. Юрський період в Україні також був у значній мірі морським, великий морський басейн простежується в південно-західній частині країни. Горотворчі процеси продовжуються в Донбасі. Корисні копалини в Україні цього періоду незначні, господарче значення мають лише поклади вапняків. Крейдовий період відзначався подальшим розширенням площі морського басейну. Лише відносно невелика територія уздовж лінії Донецьк — Дніпро — Вінниця була зайнята сушею. Основні корисні копалини України цього пеіроду: біла крейда та мергелі на Донбасі й Волині; фосфорити південної частини Поділля та південного сходу країни. До флішу Карпат цього періоду приурочені поклади нафти.

### Кайнозой
Кайнозойська ера позначилась значними горотворчими процесами (альпійська складчастість), великою вулканічною діяльністю. У міоцені встановлюється сучасна конфігурація суші та морів. З корисних копалин цього періоду в Україні присутні поклади нафти Прикарпаття, нікопольські марганцеві руди, буре вугілля Правобережжя, каоліни, піски, керченські залізні руди. У кайнозої утворюються Карпатські й Кримські гори, формується Карпатський фліш.
Упродовж останнього періоду кайнозойської ери територія нинішньої України зазнала кількох зледенінь. Упродовж найбільшого з них (дніпровського) льодовики сягали північної межі Волино-Подільської височини, опускалися долиною Дніпра аж до Кременчука. Льодовики мали великий вплив на формування сучасних форм рельєфу. Велике значення має спричинене ними майже повсюдне поширення лесу — унікальної ґрунтотворної породи, на основі якої утворилися відомі у світі українські чорноземи. Лес є також цінним будівельним матеріалом і широко використовується для виробництва цегли. У північній частині сучасної України, куди доходили льодовики, добре збереглися льодовикові форми рельєфу: морени, скупчення валунів, водно-льодовикові піски, тощо.

## Корисні копалини
Україна входить в число провідних мінерально-сировинних держав світу. Поєднання різновікових (від архею до кайнозою) структурних елементів, що сформувалися внаслідок вияву всіх властивих становленню земної кори процесів, обумовило широкий діапазон корисних копалин, що складають мінерально-сировинну базу країни. Україна, яка займає всього 0,4 % земної суші і де проживає 0,8 % населення планети, має в своїх надрах 5 % мінерально-сировинного потенціалу світу. В Україні за даними Геоінформу розвідано 20 тис. родовищ та проявів 111 видів корисних копалин (за даними УНІАН — 200 видів корисних копалин, 120 з яких використовує людство сьогодні). З них 7807 родовищ 94 видів корисних копалин мають промислове значення і враховуються Державним балансом запасів. Найбільше економічне значення мають кам'яне вугілля, нафта і газ, залізні і марганцеві руди, самородна сірка, кам'яна і калійна солі, нерудні будівельні матеріали, мінеральні води. Їх родовища знаходяться у різних геологічних регіонах. За розвіданими запасами деяких корисних копалин Україна випереджає Російську Федерацію, США, Велику Британію, Францію, Німеччину, Канаду та інші провідні гірничі країни світу. Зокрема, за запасами і видобутком залізних, марганцевих, титано-цирконієвих руд, багатьох видів неметалічної сировини Україна наприкінці ХХ століття займала провідне місце серед країн СНД, Європи і світу.

## Гідрогеологія
У межах України виділяють Волино-Подільський, Дніпровсько-Донецький і Причорноморський артезіанські басейни, басейни тріщинних вод Українського щита, а також Донецьку, Карпатську і Кримську гідрогеологічні складчасті області та ряд гідрогеологічних областей з невеликими синклінальними (міжгірськими) артезіанськими басейнами. Гідрогеологічні особливості України визначаються не лише природними, але і техногенними факторами, наслідком яких є зміна умов формування підземних вод, що, своєю чергою, призводить до погіршення їхнього хімічного складу. 
Волино-Подільський басейн характеризується широким розповсюдженням слабомінералізованих (до 1 г/л) прісних вод, гідрокарбонатно-кальцієвих вод тріщинного типу у відкладах крейди.
Дніпровсько-Донецький басейн відрізняється поверховим розвитком водоносних горизонтів і комплексів, найбільше значення з яких для водопостачання мають четвертинні, палеогенові, крейдові та юрські відклади. Гідродинамічні умови визначаються як глибинними так і поверхневими факторами живлення та розвантажування підземних вод. Склад вод різноманітний — від гідрокарбонатно-кальцієвих (магнієвих), прісних (мінералізація до 1—3 г/л) до хлоридно-натрієвих (кальцієвих) розсолів з мінералізацією понад 30—100 г/л, що характерні для глибоких горизонтів палеозою та зон розвантажування у межах тектонічних розломів.
Причорноморський басейн, підземні води якого знаходяться у відкладах антропогену, неогену, палеогену і крейди має складну гідрогеологічну структуру. Часто спостерігається формування солоних вод і розсолів (мінералізація понад 10—30 г/л). Води хлоридного складу з високим вмістом брому і йоду. Для господарсько-питного водопостачання найбільше використовують неогеновий горизонт. Український щит, що має двоповерхову геологічну будову у вигляді складчасто-кристалічної основи і горизонтальних шарів осадових порід, відрізняється наявністю великих западин, які відіграють роль субартезіанських басейнів і регіональних тріщинуватих тектонічних зон, що вміщують мінералізовані води. Водоносні горизонти розвинуті у четвертинних, неогенових, палеогенових покладах та у вивітреній тріщинуватій зоні кристалічного фундаменту. Найбільше водопостачальне значення мають води тріщинуватої зони кристалічних порід, що відрізняються сульфатно(хлоридно)- гідрокарбонатно-кальцієвим (магнієвим, натрієвим) складом і мінералізацією, яка збільшується у південному напрямку.
Гірський Крим характеризується широким розвитком карстових і тріщинно-карстових систем та залежністю рівневого та гідро-геохімічного режимів, а також ресурсів підземних вод від гідро-метеорологічних чинників. Води головним чином мають гідрокарбонатно-кальцієвий та гідрокарбонатно-сульфатно-кальцієвий (магнієвий) склад.
Українські Карпати у гідрогеологічному плані є складним сполученням гірських складчастих структур і міжгірських прогинів.
У Передкарпатті розвинені головним чином хлоридні і сульфатні води.
У Закарпатті основні запаси прісних підземних вод зосереджені у Чоп-Мукачевському і Солотвинському артезіанських басейнах.
Донецька гідрогеологічна область відзначається розвитком малих артезіанських басейнів і строкатістю хімічного складу підземних вод у відкладах тріасу, юри і крейди.

## Сейсмічність
Велика територія південно-західної і південної частини України належить до сейсмічно небезпечної, що повинно враховуватись при обґрунтуванні великого нового будівництва. Територія України належить до Альпійсько-Гімалайського сейсмічного поясу і умовно поділяється на 3 зони:
1. Сейсмічно пасивну Східноєвропейську платформу, де відчуваються землетруси, пов'язані з глибинними карпатськими вогнищами в горах Вранча на межі Південних та Східних Карпат (інтенсивність землетрусів 4—5 балів у місті Київ). Крайній південь Тернопільської, Хмельницької, Вінницької та заходу Одеської областей оконтурюють ізосейсти інтенсивністю 7 балів. 7-бальні землетруси тут фіксувались 20 жовтня 1802 року, 26 листопада 1829 року, 23 січня 1838 року, 10 листопада 1940 року[3]. Значну південну частину цих областей та схід Одеської оконтурюють ізосейсти інтенсивністю до 6 балів. Ізосейста до 5 балів поширюється на північ до лінії Берестечко — Рівне — Київ — Переяслав — Дніпро[3]. У цій зоні значний землетрус відбувся у ніч з 30 на 31 травня 1990 року[3].
2. Східні Карпати, за винятком Вранчського вогнища, з помірною сейсмічністю (6—7 балів). Значні сейсмічні процеси мають місце в Закарпатті, де неодноразово були землетруси інтенсивністю 6—7 балів та епіцентрами в районах Сваляви, Довгого, Тересви, Мукачево, Ужгорода[3]. Землетрус 15 жовтня 1834 року (силою до 7 балів) охопив значну територію від Сваляви до Рахова. Були також зафіксовані землетруси до 6 балів з епіцентрами в Кам'янці-Бузькій та Заліщиках[3]. На Закарпатті є досить сильні локальні епіцентри землетрусів. У межах Чернівецької області зафіксований єдиний землетрус інтенсивністю 5 балів.
3. Південний Крим з високою сейсмічністю (понад 8—8,5 балів). Значна сейсмічна активність (землетруси до 6 балів) спостерігається в зоні південно-західного узбережжя, між Алуштою і Форосом, з епіцентрами переважно в Чорному морі[3]. Ізосейсти у 5 балів Кримського землетрусу 11 листопада 1927 року сягали крайньої північної частини півострова, а до 8 балів оконтурили більшу частину Кримських гір[3].

Спорудження на заході, південному заході і півдні України, в районах посилених тектонічних рухів земної кори, великих об'єктів, руйнування яких в результаті землетрусів може завдати колосальних матеріальних втрат і чималих людських жертв (АЕС, греблі потужних ГЕС), вимагає всебічного врахування при їх будівництві сейсмічних умов.